# Grand Prix de L'Avenir Cycliste de Nice
Le Grand Prix de L'Avenir Cycliste de Nice est une ancienne course cycliste française disputée de 1924 à 1932 à Nice en région Provence-Alpes-Côte d'Azur.

## Palmarès
| Année | Vainqueur          | Deuxième            | Troisième          |
| ----- | ------------------ | ------------------- | ------------------ |
| 1924  | Alfredo Binda      | Ottorino Di Lazzaro | Sébastien Piccardo |
| 1925  | François Urago     | Louis Gras          | Jean Ampurias      |
| 1926  | François Urago     | Marcel Mijno        | Paulin Lanteri     |
| 1927  | Louis Gras         | François Menta      | Paul Broccardo     |
| 1928  | François Urago     | Marcel Mijno        | Sébastien Piccardo |
| 1929  | Sébastien Piccardo | Gaspard Rinaldi     | Adrien Buttafocchi |
| 1930  | Louis Gras         | Jean Quetglas       | Adrien Buttafocchi |
| 1931  | Lazare Lancetti    | Auguste Monciero    | Louis Aimar        |
| 1932  | Alfredo Magnani    | Embareck Fliffel    | Louis Minardi      |